# Colombier-Saugnieu
Colombier-Saugnieu là một xã thuộc tỉnh Rhône trong vùng Auvergne-Rhône-Alpes phía đông nước Pháp. Xã này nằm ở khu vực có độ cao trung bình 200 mét trên mực nước biển.
Sông Bourbre tạo thành ranh giới phía đông thị trấn.